# Partamona
Partamona é um gênero de abelha sem ferrão presente do México até toda a América do sul em sua parte tropical e subtropical. Existem por volta de 500 espécies de abelhas sem ferrão no mundo catalogadas em diversos gêneros diferentes. Muitas espécies ainda não foram descobertas e outras estão passando por revisões para reenquadrá-las como novas espécies ou pertencentes a outros gêneros.
Varias espécies são conhecidas como cupiras.

## Espécies
Existem até o momento 34 espécies de Partamona catalogadas, são elas:
| Gênero    | Espécie                 | Nome popular (se tiver)                        |
| Partamona | Partamona ailyae        | cupira                                         |
| Partamona | Partamona auripennis    | Partamona auripennis                           |
| Partamona | Partamona batesi        | Partamona batesi                               |
| Partamona | Partamona chapadicola   | boca-de-barro                                  |
| Partamona | Partamona combinata     | ngài-kàk-ñy, myre-ti, hasî-mane-bakuki         |
| Partamona | Partamona criptica      | Partamona criptica                             |
| Partamona | Partamona cupira        | cupira-preta, cupira, boca-de-sapo, cu-de-vaca |
| Partamona | Partamona epiphytophila | Partamona epiphytophila                        |
| Partamona | Partamona ferreirai     | Partamona ferreirai                            |
| Partamona | Partamona gregaria      | Partamona gregaria                             |
| Partamona | Partamona helleri       | boca-de-sapo                                   |
| Partamona | Partamona littoralis    | cupira-paraibana                               |
| Partamona | Partamona mourei        | Partamona mourei                               |
| Partamona | Partamona mulata        | Partamona mulata                               |
| Partamona | Partamona nhambiquara   | cupira                                         |
| Partamona | Partamona nigrior       | Partamona nigrior                              |
| Partamona | Partamona pearsoni      | Partamona pearsoni                             |
| Partamona | Partamona rustica       | Partamona rustica                              |
| Partamona | Partamona seridoensis   | Partamona seridoensis                          |
| Partamona | Partamona sooretamae    | Partamona sooretamae                           |
| Partamona | Partamona subtilis      | Partamona subtilis                             |
| Partamona | Partamona testacea      | Partamona testacea                             |
| Partamona | Partamona vicina        | cupira, kangàrà-kàk-ti                         |
| Partamona | Partamona vitae         | Partamona vitae                                |
| Partamona | Partamona aequatoriana  | Partamona aequatoriana                         |
| Partamona | Partamona bilineata     | Partamona bilineata                            |
| Partamona | Partamona brevipilosa   | Partamona brevipilosa                          |
| Partamona | Partamona grandipennis  | Partamona grandipennis                         |
| Partamona | Partamona musarum       | Partamona musarum                              |
| Partamona | Partamona orizabaensis  | Partamona orizabaensis                         |
| Partamona | Partamona peckolti      | Partamona peckolti                             |
| Partamona | Partamona xanthogastra  | Partamona xanthogastra                         |
| Partamona | Partamona yungarum      | Partamona yungarum                             |
| Partamona | Partamona zonata        | Partamona zonata                               |